# アレン・クラブ
アレン・レスター・クラブ3世  (Allen Lester Crabbe III 1992年4月9日 - )は、アメリカ合衆国・カリフォルニア州ロサンゼルス出身の元バスケットボール選手。現役時代のポジションはシューティングガード。

## 来歴
地元ロサンゼルスの高校時代の2010年にカリフォルニア州の最優秀選手に選出されたクラブは、高校卒業後カリフォルニア大学に進学。PAC-12の最優秀選手やファーストチームに選出されるなど、同大学の中心選手として活躍したクラブは、4年生はプレーせず2013年のNBAドラフトにアーリーエントリーを表明。ドラフトては31位でクリーブランド・キャバリアーズから指名された後、交渉権がポートランド・トレイルブレイザーズに移動し、ブレイザーズに入団した。

### ポートランド・トレイルブレイザーズ
NBA入りから2シーズンは、出場機会に恵まれていなかったが、ニコラス・バトゥム、ラマーカス・オルドリッジ、ロビン・ロペス、ウェズリー・マシューズなど、主力選手を大量放出し、選手層が薄くなった2015-2016シーズンは、シックスマンとして出場機会が増え、平均出場時間と平均得点も大幅にアップ。2015年12月26日のクリーブランド・キャバリアーズ戦では自己最多の26得点を記録し、5連敗を喫していたブレイザーズを救う105-76の大勝に貢献した。
2016年7月3日、制限付きFAとなっていたクラブは、ブルックリン・ネッツが提示した4年7500万ドルのオファーシートにサイン。ブレイザーズは10日にネッツと同じ契約を提示し、ブレイザーズ再契約が決まった。新契約1年目となった2016-17シーズンも、ベンチからの得点源として奮闘し、3ポイントシュートはリーグ2位の44.4%を記録した。

### ブルックリン・ネッツ
2017年7月25日、アンドリュー・ニコルソンとのトレードでブルックリン・ネッツに移籍した。
2018年2月11日、バークレイズ・センターで自身のボブルヘッドが配布されたその日に3Pシュート8本を決めるなどキャリアハイの28点を挙げた。2018年4月9日、自身の26歳の誕生日に行われたシカゴ・ブルズ戦でキャリア・ハイとなる41得点を記録、試合はネッツ114-105で勝利した。

### アトランタ・ホークス
2019年7月6日、トーリアン・プリンスとのトレードでアトランタ・ホークスへ移籍した。

### ミネソタ・ティンバーウルブズ
2020年1月16日、ジェフ・ティーグとのトレードでミネソタ・ティンバーウルブズへ移籍した。
2月29日、ウルブズと契約のバイアウトに合意し、FAとなった。

## 個人成績

### レギュラーシーズン
| シーズン | チーム | GP  | GS  | MPG  | FG%  | 3P%  | FT%  | RPG | APG | SPG | BPG | PPG  |
| -------- | ------ | --- | --- | ---- | ---- | ---- | ---- | --- | --- | --- | --- | ---- |
| 2013–14  | POR    | 15  | 0   | 6.7  | .364 | .429 | .750 | .6  | .4  | .1  | .1  | 2.2  |
| 2014–15  | POR    | 51  | 9   | 13.4 | .412 | .353 | .750 | 1.4 | .8  | .4  | .3  | 3.3  |
| 2015–16  | POR    | 81  | 8   | 26.0 | .459 | .393 | .867 | 2.7 | 1.2 | .8  | .2  | 10.3 |
| 2016–17  | POR    | 79  | 7   | 28.5 | .468 | .444 | .847 | 2.9 | 1.2 | .7  | .3  | 10.7 |
| 2017–18  | BKN    | 75  | 68  | 29.3 | .407 | .378 | .852 | 4.3 | 1.6 | .6  | .5  | 13.2 |
| 2018–19  | BKN    | 43  | 20  | 26.3 | .367 | .378 | .732 | 3.4 | 1.1 | .5  | .3  | 9.6  |
| 2019–20  | ATL    | 28  | 1   | 18.6 | .364 | .323 | .750 | 2.3 | 1.0 | .5  | .1  | 5.1  |
| 2019–20  | MIN    | 9   | 0   | 14.6 | .324 | .231 | .500 | 1.3 | .6  | .0  | .0  | 3.2  |
| Career   | Career | 381 | 113 | 24.0 | .425 | .387 | .831 | 2.8 | 1.1 | .6  | .3  | 9.1  |

### プレイオフ
| シーズン | チーム | GP | GS | MPG  | FG%  | 3P%   | FT%  | RPG | APG | SPG | BPG | PPG |
| -------- | ------ | -- | -- | ---- | ---- | ----- | ---- | --- | --- | --- | --- | --- |
| 2015     | POR    | 2  | 1  | 19.5 | .800 | 1.000 | .000 | 1.5 | .5  | 1.0 | .5  | 5.0 |
| 2016     | POR    | 11 | 0  | 27.5 | .521 | .429  | .737 | 2.9 | 1.4 | .6  | .1  | 9.5 |
| 2017     | POR    | 4  | 0  | 23.0 | .375 | .231  | .333 | 3.3 | .5  | .3  | .0  | 5.5 |
| Career   | Career | 17 | 1  | 25.5 | .500 | .400  | .682 | 2.8 | 1.1 | .6  | .1  | 8.1 |